# 120 mm działo bezodrzutowe L6 Wombat
L6 Wombat – brytyjskie działo bezodrzutowe. L6 i  ppk Vickers Vigilant były batalionowymi broniami przeciwpancernymi armii brytyjskiej. Działa L6 zastąpiły w latach 70. wcześniejsze L1 BAT i L4 Mobat. Z uzbrojenia zostały wycofane w latach 80. po wprowadzeniu do uzbrojenia ppk Euromissile Milan
Działo L6 było bronią gwintowaną, odtylcową. Działo było wyposażone w celownik optyczny i karabin M8 kalibru 12,7 mm zainstalowany nad lufa służący do wstępnego wstrzelania się w cel. Podstawa dwukołowa umożliwiała przetaczanie lub holowanie działa L6 na niewielkie odległości, na większych dystansach działo było przewożone samochodem terenowym. L6 była także instalowana na transporterach opancerzonych FV432.
Podstawowym typem pocisku wystrzeliwanego z działa L6 był HESH, do zwalczania piechoty stosowano kartacze.